# SIPRNet
SIPRNet (ang. Secret Internet Protocol Router Network) – system połączonych sieci komputerowych używanych przez amerykańskie departamenty Obrony oraz Stanu do przekazywania tajnych dokumentów. Liczbę użytkowników zarówno cywilnych jak i wojskowych szacuje się na około 2,5 miliona.